# Conyac

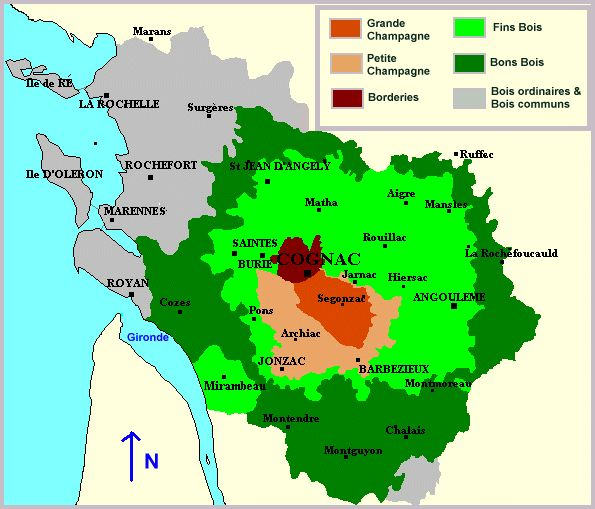
Regió de Cognac, França

El conyac (del francès cognac, i aquest de la ciutat francesa de Cognac) és una beguda alcohòlica del mateix tipus que l'aiguardent, que s'elabora a partir del vi de raïm blanc dels ceps cultivats prop de la ciutat de Cognac, en els terrenys càlids del departament de Charente, França.
El sòl calcari contribueix a la qualitat del conyac, així com els mètodes de destil·lació i maduració en botes de roure.